# Eduard Batliner
Eduard Batliner (* 15. August 1899; † 13. Oktober 1989) war liechtensteinischer Bankier.

## Leben
Eduard Batliner wurde 1899 als Sohn von Emil Batliner und dessen Frau Emilie geboren. Er wuchs in Mauren auf. Von 1920 bis 1926 arbeitete er bei der Anglo-Austrian Bank in Innsbruck. Im Anschluss wurde er zwei Jahre bei einer Bank in Liechtenstein tätig. Im Zuge des Sparkassa-Skandals, die zur Auflösung des Landtags führten und die Fortschrittliche Bürgerpartei, deren Mitglied Batliner war, nach den Neuwahlen an die Macht brachte, wurde Batliner am 15. September 1928 neuer Direktor der Spar- und Leihkasse des Fürstentums Liechtenstein, der heutigen Liechtensteinischen Landesbank. 
In dieser Rolle hatte Batliner zu Beginn seiner Karriere mit den Auswirkungen des Sparkassa-Skandals zu kämpfen. Auch der Rheineinbruch von 1927 und der New Yorker Börsenkrach vom 29. Oktober 1929 und die daraus folgende weltweiten Weltwirtschaftskrise setzten der Bank und ganz Liechtenstein zu. Batliner gelang es mit seiner Geschäftsführung jedoch die Bank im Laufe seiner Karriere von einer kleinen Sparkasse zu einem international tätigen Geldinstitut zu machen. Hatte die Bilanzsumme 1928 noch 10,2 Millionen Schweizer Franken betragen, so belief sie sich bis 1967, als er in Pension ging, auf 474 Millionen. Von 1941 bis 1943 saß er im Verwaltungsrat der Press- und Stanzwerk AG.
1925 heiratete er die österreichische Staatsbürgerin Maria Thaler († 1982). Aus der Ehe gingen vier Kinder hervor, zwei Söhne (Herbert und Heinz) und zwei Töchter (Hedi und Ilse).

### Ehrungen
1958 verlieh ihm Fürst Franz Josef II. für seine Verdienste um die Landesbank den Titel «Fürstlicher Kommerzienrat». Für seine Verdienste um den Bobsport erhielt er 1986 anlässlich der 39. Bobweltmeisterschaft in Königssee von Prinz Albert von Monaco die Ehrennadel des Weltbobverbandes.